# ハートコレクトNMB♡ supported by Joshin
『ハートコレクトNMB♡ supported by Joshin』(ハートコレクトエヌエムビー サポーテッド バイ ジョーシン)は、FM大阪で2020年4月4日に開始されたラジオ番組。
『スマイルコネクトNMB☆ supported by Joshin』への改題を経て2025年3月29日まで放送されていた。

## 概要
「関西をもっと盛り上げたい!」をメインテーマに掲げる音楽＆トークバラエティ番組。
JoshinのCMキャラクターであるNMB48と、タケモトコウジがDJを務める。
NMB48はレギュラーメンバーの中から1名がメインDJとして出演し、隔週で他のレギュラーメンバーと入れ替わる。2022年4月からはメインDJの2週目の出演回に、NMB48メンバー1名がゲスト出演している。
2020年4月4日に『ハートコレクトNMB♡ supported by Joshin』として放送開始。JoshinのCMキャラクターである3名のNMB48メンバーが交代で出演していた。
2023年4月1日からは番組のリニューアルに伴い、タイトルを『スマイルコネクトNMB☆ supported by Joshin』へと変更。タイトル変更当初はNMB48メンバーは固定されず、メンバーの中から1名がメインDJとして出演していた。2024年4月13日からはJoshinのCMキャラクターである6名のNMB48メンバーが交代で出演している。

## 出演者
NMB48メンバーは、記載しているメンバーから1名が隔週交代で出演する。
- NMB48
  - 小嶋花梨
  - 川上千尋
  - 上西怜
  - 塩月希依音
  - 平山真衣
  - 坂下真心
- タケモトコウジ

### 過去にレギュラー出演していたNMB48メンバー
ハートコレクトNMB♡ supported by Joshin
- 2020年度 : 白間美瑠、渋谷凪咲、山本彩加
- 2021年度 : 渋谷凪咲、小嶋花梨、梅山恋和[注 2]
- 2022年度 : 渋谷凪咲、小嶋花梨、川上千尋

スマイルコネクトNMB☆ supported by Joshin
- 2023年度 : 固定メンバーなし（NMB48メンバーの中から1名が隔週交代で出演）[注 3]

## 主なコーナー
出演するメンバーごとに固有のコーナーが設けられている。本節では、いずれの出演メンバーでも行われるコーナーを記載している。 
新人さんいらっしゃい
NMB48の若手メンバーが1名登場。10個の質問を一問一答で回答し、その後回答について深掘りをしていく。
私こんなコーナー考えました
初出演メンバーが番組でやってみたいコーナーをプレゼンテーションする。